# Forsvarets Medalje for Fortjenstfuld Indsats
Forsvarets Medalje for Fortjenstfuld Indsats er en dansk medalje der kan tildeles militært og civilt ansatte i Forsvaret samt udlændinge der har gjort en fortjenstfuld indsats for det danske forsvar. Medaljen blev indstiftet den 27. november 1991.
Det er Forsvarschefen der tildeler medaljen som er i sølv, rund og forsiden præges af de tre løver og 9 søblade fra Danmarks rigsvåben mens der på bagsiden er indgraveret sted og årstal. Medaljen er påsat et rødt krydsbånd med to smalle hvide striber på hver side af båndet. Ved yderligere tildelinger påhæftes der første gang et egeløv af sølv og tredje gang et egeløv af guld.
Den 11. juni 2012 overrakte den danske ambassadør i Italien Forsvarets Medalje for Fortjenstfuld Indsats til fire italienske officerer for deres gode samarbejde på Naval Air Station Sigonella under borgerkrigen i Libyen